# Плезант-В'ю (Теннессі)
Плезант-В'ю (англ. Pleasant View) — місто (англ. city) в США, в окрузі Чітем штату Теннессі. Населення — 4807 осіб (2020).

## Географія
Плезант-В'ю розташований за координатами 36°23′21″ пн. ш. 87°2′44″ зх. д. / 36.38917° пн. ш. 87.04556° зх. д. (36.389297, -87.045501).  За даними Бюро перепису населення США в 2010 році місто мало площу 32,43 км², уся площа — суходіл.

## Демографія
Згідно з переписом 2010 року, у місті мешкало 4149 осіб у 1474 домогосподарствах у складі 1194 родин. Густота населення становила 128 осіб/км².  Було 1537 помешкань (47/км²).
Расовий склад населення:
| - 96,7 % — білих - 0,9 % — чорних або афроамериканців - 0,8 % — азіатів - 0,2 % — корінних американців |

До двох чи більше рас належало 0,9 %. Частка іспаномовних становила 1,9 % від усіх жителів.
За віковим діапазоном населення розподілялося таким чином: 28,2 % — особи молодші 18 років, 63,0 % — особи у віці 18—64 років, 8,8 % — особи у віці 65 років та старші. Медіана віку мешканця становила 36,3 року. На 100 осіб жіночої статі у місті припадало 95,5 чоловіків;  на 100 жінок у віці від 18 років та старших — 93,4 чоловіків також старших 18 років.
Середній дохід на одне домашнє господарство  становив 87 566 доларів США (медіана — 67 157), а середній дохід на одну сім'ю — 96 053 долари (медіана — 79 722). Медіана доходів становила 53 984 долари для чоловіків та 40 982 долари для жінок. За межею бідності перебувало 10,1 % осіб, у тому числі 13,0 % дітей у віці до 18 років та 4,3 % осіб у віці 65 років та старших.
Цивільне працевлаштоване населення становило 2287 осіб. Основні галузі зайнятості: освіта, охорона здоров'я та соціальна допомога — 20,6 %, науковці, спеціалісти, менеджери — 12,0 %, виробництво — 11,3 %.